# Sportivo Luqueño
Club Sportivo Luqueño is een Paraguayaanse voetbalclub uit Luque. De club werd opgericht op 1 mei 1921. De thuiswedstrijden worden in het Estadio Feliciano Cáceres gespeeld, dat plaats biedt aan 27.000 toeschouwers. De clubkleuren zijn blauw-geel.

## Erelijst
Nationaal
- Liga Paraguaya
  - Winnaar: (2) 1951, 2007
- Tweede Divisie
  - Winnaar: (4) 1924, 1956, 1964, 1968

## Eindklasseringen
| Seizoen | A/C | №  | Clubs | Divisie        | Duels | Winst | Gelijk | Verlies | Doelsaldo | Punten |
| ------- | --- | -- | ----- | -------------- | ----- | ----- | ------ | ------- | --------- | ------ |
| 2008    | A   | 9  | 12    | Liga Paraguaya | 22    | 6     | 7      | 9       | 33–44     | 25     |
| 2008    | C   | 10 | 12    | Liga Paraguaya | 22    | 6     | 6      | 10      | 27–38     | 24     |
| 2009    | A   | 6  | 12    | Liga Paraguaya | 22    | 8     | 7      | 7       | 26–24     | 31     |
| 2009    | C   | 11 | 12    | Liga Paraguaya | 22    | 5     | 5      | 12      | 19–32     | 20     |
| 2010    | A   | 7  | 12    | Liga Paraguaya | 22    | 5     | 10     | 7       | 26–30     | 25     |
| 2010    | C   | 12 | 12    | Liga Paraguaya | 22    | 2     | 11     | 9       | 21–30     | 17     |
| 2011    | A   | 11 | 12    | Liga Paraguaya | 22    | 4     | 8      | 10      | 24–36     | 20     |
| 2011    | C   | 12 | 12    | Liga Paraguaya | 22    | 3     | 6      | 13      | 18–39     | 15     |
| 2012    | A   | 8  | 12    | Liga Paraguaya | 22    | 6     | 8      | 8       | 23–30     | 26     |
| 2012    | C   | 5  | 12    | Liga Paraguaya | 22    | 9     | 6      | 7       | 23–24     | 33     |
| 2013    | A   | 10 | 12    | Liga Paraguaya | 22    | 6     | 7      | 9       | 19–25     | 25     |
| 2013    | C   | 7  | 12    | Liga Paraguaya | 22    | 8     | 5      | 9       | 30–29     | 29     |
| 2014    | A   | 8  | 12    | Liga Paraguaya | 22    | 6     | 10     | 6       | 23–25     | 28     |
| 2014    | C   | 4  | 12    | Liga Paraguaya | 22    | 9     | 8      | 5       | 24–23     | 35     |
| 2015    | A   | 5  | 12    | Liga Paraguaya | 22    | 10    | 4      | 8       | 35–29     | 34     |
| 2015    | C   | 9  | 12    | Liga Paraguaya | 22    | 6     | 5      | 11      | 39–43     | 23     |
| 2016    | A   | 8  | 12    | Liga Paraguaya | 22    | 7     | 6      | 9       | 28–31     | 27     |
| 2016    | C   | 8  | 12    | Liga Paraguaya | 22    | 6     | 8      | 8       | 19–31     | 26     |

## Bekende (oud-)spelers
- Juan Bautista Villalba
- José Luis Chilavert
- Dionisio Arce
- Carlos Paredes
- José Parodi
- Julio César Romero
- Raúl Vicente Amarilla

12 de Octubre ·
Cerro Porteño ·
General Díaz · 
Guaireña ·
Guaraní ·
Libertad ·
Nacional ·
Olimpia ·
River Plate ·
San Lorenzo ·
Sol de América ·
Sportivo Luqueño